# ラディテュード
『ラディテュード』（Raditude）は、アメリカのオルタナティヴ・ロック・バンド、ウィーザーが2009年に発表した7作目のスタジオ・アルバム。

## 背景
本作リリース前のライヴより、パトリック・ウィルソンがドラムスでなくギターを演奏するようになり、ジョシュ・フリースがウィルソンの代役のドラマーとなった。リヴァース・クオモはウィルソンのギター演奏について「パットは長年バックステージでたくさんギターを弾いてきたから、彼の腕前は大したものだよ」「僕はもう少し、ギターを弾かずデイヴィッド・リー・ロスみたいにステージを走り回りたいと思っていたから、結果的にうまくいっている」、フリースのドラムス演奏について「ソリッドで頼りになる」とコメントしている。なお、フリースは本作でも「アイム・ユア・ダディ」、「ザ・ガール・ガット・ホット」、「レット・イット・オール・ハング・アウト」の3曲でドラムスを担当しているが、フリースがパーマネントなメンバーかどうかという質問に対し、クオモは「この先どうなるかは分からない」と答えている。
バンドは本作で、ブッチ・ウォーカーやジャーメイン・デュプリを含む外部ソングライターを起用した。クオモは2009年のインタビューにおいて、「共作するという許諾が得られるかどうかは定かでない」と前置きした上で、他にもブライアン・ウィルソン、カレンO、ピート・タウンゼント、ジェフ・リン、カラ・ディオガーディ、スパイク・ジョーンズ、ネイト・ヒルズ、それにザ・キラーズのメンバーを「共作したいミュージシャンのリスト」に挙げていたという。デラックス・エディション盤ボーナス・ディスクに収録された「ザ・アンダードッグス」は、クオモが日本の作曲家である原一博と共作した曲で、ウィーザーは既に、原が作曲したBoAのヒット曲「メリクリ」をカヴァーしており、原とのコラボレーションは以前からの念願だった。
「キャント・ストップ・パーティイング」にはリル・ウェインがゲスト参加しており、クオモはウェインのことを「彼はとても自然体かつ異様で、ゲットーやギャングスタやインテレクチュアルに行こうとしていない」と評している。「ラヴ・イズ・ジ・アンサー」ではインドの楽器が使用されており、この曲は本作に先駆けてリリースされたシュガー・レイのアルバム『Music For Cougars〜復活の常夏番長〜』（2009年）に、クオモ本人をゲストに迎えたカヴァーが収録された。
アルバム・タイトルは「rad」と「attitude」を合わせた造語で、クオモと親しい俳優レイン・ウィルソン（映画『トランスフォーマー/リベンジ』やテレビドラマ『The Office』等に出演）が考案した。なお、クオモは当初『Bring It』というタイトルも考えていたが、PUFFYによる『Bring it!』の発売が決定していたため断念したという。
ジャケットに使用された犬の写真は、ジェイソン・ニーリーが自分の飼い犬「シドニー」
を撮影したもので、元々は『ナショナルジオグラフィック』誌の2009年8月号に掲載されていた。
本作からの第1弾シングル「アイ・ウォント・ユー・トゥ」のミュージック・ビデオは、マーク・ウェブが監督し、メンバー4人に加えて女優のオデット・ユーストマンが出演した。

## 反響
バンドの母国アメリカでは、総合アルバム・チャートのBillboard 200で7位に達し、『ビルボード』のロック・アルバム・チャートとモダン・ロック/オルタナティヴ・アルバム・チャートではいずれも1位を獲得した。アメリカでの初週の売り上げは6万6千枚で、前作『ウィーザー (ザ・レッド・アルバム)』（2008年、全米4位）の12万6千枚を大幅に下回る結果となった。また、シングル「アイ・ウォント・ユー・トゥ」はBillboard Hot 100で81位を記録している。
全英アルバムチャートでは80位に終わり、ウィーザーのスタジオ・アルバムとしては初めて全英トップ50入りを逃す結果となった。

## 評価
Matt Collarはオールミュージックにおいて5点満点中3.5点を付け「『ラディテュード』は往年のウィーザーのように響く一方、迎合しておらず時代遅れにもなっていない」と評している。また、ロブ・シェフィールドは『ローリング・ストーン』のレビューで5点満点中3.5点を付け「愉快で安っぽい、ウィーザー的な曲に満ちている」と評している。一方、Evan SawdeyはPopMattersのレビューで10点満点中1点を付け「楽しませることでなく売れることを意図した、冷徹で計算高く、喜べない製品」「年間最悪のアルバム」と批判している。

## 収録曲
1. アイ・ウォント・ユー・トゥ - (If You're Wondering If I Want You To) I Want You To (Rivers Cuomo, Butch Walker) - 3:28
2. アイム・ユア・ダディ - I'm Your Daddy (R. Cuomo, Lukasz Gottwald) - 3:08
3. ザ・ガール・ガット・ホット - The Girl Got Hot (R. Cuomo, B. Walker) - 3:14
4. キャント・ストップ・パーティイング - Can't Stop Partying (R. Cuomo, Dwayne Carter, Jermaine Dupri) - 4:22
5. プット・ミー・バック・トゥギャザー - Put Me Back Together (R. Cuomo, Tyson Ritter, Nick Wheeler) - 3:15
6. トリッピン・ダウン・ザ・フリーウェイ - Trippin' Down the Freeway (R. Cuomo) - 3:40
7. ラヴ・イズ・ジ・アンサー - Love is the Answer (R. Cuomo, Jacknife Lee) - 3:43
8. レット・イット・オール・ハング・アウト - Let It All Hang Out (R. Cuomo, J. Dupri, J. Lee) - 3:17
9. イン・ザ・モール - In the Mall (Patrick Wilson) - 2:39
10. アイ・ドント・ウォント・トゥ・レット・ユー・ゴー - I Don't Want to Let You Go (R. Cuomo) - 3:48

### ボーナス・トラック
日本盤CD (UICF 1119/20)には11. - 12.が収録され、インターナショナル盤には11.が収録された。
1. ターン・ミー・ラウンド - Turn Me Round (R. Cuomo) - 3:09
2. アイ・ウォーク・アップ・イン・ラヴ・ディス・モーニング - I Woke Up in Love This Morning (L. Russell Brown, Irwin Levine) - 3:03

### デラックス・エディション盤ボーナス・ディスク
1. ゲット・ミー・サム - Get Me Some (R. Cuomo, L. Gottwald) - 3:36
2. ラン・オーバー・バイ・ア・トラック - Run Over by a Truck (R. Cuomo) - 3:33
3. ザ・プリティエスト・ガール・イン・ザ・ホール・ワイド・ワールド - The Prettiest Girl in the Whole Wide World (R. Cuomo) - 4:00
4. ザ・アンダードッグス - The Underdogs (R. Cuomo, Kazuhiro Hara) - 4:40

## 参加ミュージシャン
- リヴァース・クオモ - ボーカル、ギター、キーボード、シンセサイザー
- ブライアン・ベル - ギター、キーボード、シンセサイザー、バックグラウンド・ボーカル
- スコット・シュライナー - ベース、キーボード、シンセサイザー、バックグラウンド・ボーカル
- パトリック・ウィルソン - ドラムス、パーカッション、リズムギター、キーボード、シンセサイザー

アディショナル・ミュージシャン
- リル・ウェイン - ボーカル(#4)
- ジョシュ・フリース - ドラムス(#2, #3, #8)
- ジャックナイフ・リー - キーボード、ボーカル、ギター、パーカッション、プログラミング(#7, #9, #10)
- Amrita Sen - ボーカル(#7)
- ニシャート・カーン - アディショナル・ボーカル、シタール(#7)
- アーロン・スプリツィオ - アディショナル・ベース(#7)
- Sim Grewall - アディショナル・パーカッション(#7)